# Theodor Morell
Theodor Morell (22. července 1886 Trais-Münzenberg – 26. května 1948 Tegernsee) byl osobní lékař Adolfa Hitlera.

## Životopis
Narodil se 22. července 1886 v hesenském Trais-Münzenbergu v rodině učitele. Se studiem lékařství začal v roce 1907, v roce 1914 začal provozovat praxi. Do první světové války byl povolán v roce 1915, ale ještě před jejím koncem byl coby služby neschopný propuštěn. Poté se věnoval urologii v Berlíně a stal se uznávaným, jeho pacienty se stali četní prominenti. V roce 1935 byl povolán k Adolfovi Hitlerovi, aby mu provedl vyšetření. Ten byl z něj tak nadšen, že ho okamžitě jmenoval svým osobním lékařem. Mezi lety 1939 a 1945 doprovázel Hitlera na všech cestách, přesto i dál provozoval svou praxi. Své postavení dovedl využít. Od roku 1943 budoval farmaceutické impérium, byl podílníkem ve firmě Nordmark, měl vlastní laboratoř, kterou mu věnoval Hitler.
Na území Protektorátu, také na základě Hitlerova rozhodnutí, vlastnil od 15. března 1942 olomouckou potravinářskou továrnu S. Heikorn. Továrnu zkonfiskovanou židovské rodině Heikornů Morell přejmenoval 1. listopadu 1943 na MILO-Werke. Zkratku MILO užívali Heikornové jako jednu ze svých ochranných známek a znamená Mährische Industrie für Lebensmittel Olmütz - Moravský potravinářský průmysl Olomouc.
Krátce před Hitlerovou sebevraždou Morell opustil Berlín a přesunul se do Bavorska, kde byl zajat Američany. Kvůli špatnému zdravotnímu stavu byl v roce 1947 propuštěn a v květnu zemřel v nemocnici v Tegernsee. Jeho léčebné postupy vyvolávaly a dodnes vyvolávají značné kontroverze. Kritika jeho postupů stála např. kariéru druhého Hitlerova osobního lékaře Karla Brandta. Vyskytují se i četné názory, že Hitlerův neutěšený zdravotní stav v závěru války měl na svědomí právě on. Hitlerovi za celou svojí kariéru podal nespočet léků (73 druhů).[zdroj?]

## Morell v kultuře
Divadlo Dialog v Plzni uvedlo historické drama Morell, které mělo premiéru 3. března 2023. Libreto napsal Jan Sojka a inscenaci nazkoušel divadelní soubor Divadlo JakoHost.